# Dome Project
Dome Project es el nombre de una serie de videos que serían utilizados por Michael Jackson durante los 50 conciertos de This Is It en Londres, para los intermediarios y medio-tiempos.
Las grabaciones se realizaron del 1 al 12 de junio de 2009.
Se podría decir que Dome Project fueron los últimos videoclips del artista, antes de morir.

## Los Dome Project
Los Dome Project que se dieron a conocer fueron:
- This Is It entrada
- They Don't Care About Us
- Smooth Criminal
- The Way You Make Me Feel
- Entrada de Jackson 5 Medley
- Thriller
- Earth Song

### This Is It entrada
Este sería el inicio del concierto. Mientras se escucha "Wanna Be Startin' Somethin'", saldría un letrero que tendría que decir: "This Is It".

### They Don't Care About Us
Esta parte del show, consistiría inicialmente en la aparición de 11 de bailarines que luego, se convertirían en 11 mil personas vestidas de soldados, bailando simultáneamente junto con los bailarines que estarían en la tarima.

### Smooth Criminal
En esta parte, se empezaría con un detective que se va a un club de los años 20 o 30, donde se encuentra Rita Hayworth, en el papel de Gilda cantando la canción "Put the Blame on Mame" y después se escucha a un volumen bajo "I Hadn't Anyone Till You".  Una mujer le pregunta a uno de los matones: ¿qué hace él aquí? Consiguientemente, el matón lo sigue y ve que Michael le dispara dos balazos. Y hay una parte, donde hay un hombre llamando, diciéndole a sus compañeros que salgan. Luego, activan una alarma y sale Michael disparando a todos (esta es una parte del videoclip Smooth Criminal). Luego, se ven unas motocicletas pasando y Michael empieza a correr. Mientras trata de huir, un hombre lo ve y le empieza a disparar nerviosamente. Luego, Michael empieza a correr a un cuarto mientras es disparado. Empieza a salir por una ventana, varias luces lo alumbran; luego salta de un edificio a otro y el matón lo sigue. Mientras Michael bajaba por las escaleras, el otro lo seguía hasta llegar a un cuarto sin salida donde el matón y otros más de los mismos (pertenecientes al videoclip de Smooth Criminal), le dicen a Michael: ¿Quieres que cuente hasta tres como en las películas?  Michael luego de esto, le tira algo y el matón, le empieza a disparar y después de esto, se tira por una ventana. 
Luego se ve como una sala de cine, donde se levanta y en la marquesina dice Smooth Criminal. Luego, se ve una ciudad en 3D y finalmente, baila una parte de Smooth Criminal. (El clip contiene partes de las películas Gilda, In a Lonely Place y de su propio videoclip Smooth Criminal).

### The Way You Make Me Feel
El Dome Project de The Way You Make Me Feel es muy simple. Empieza con unos obreros trabajando, haciendo algunos chasquidos con los dedos y poco a poco van bajando.

### Entrada de the Jackson Five Medley
Es un Dome Project muy simple. Empieza con una voz diciendo: el grupo más famoso de todo el mundo, Jackson Five y continua apareciendo una escenografia típica de la época con un cartel que dice: J5.

### Thriller
Este Dome Project, empieza como una película de terror, con truenos y un texto con manchas de sangre que dice: Thriller. Salen monstruos, zombies y demás seres. En la parte media del vídeo, sale una araña y finalizando, salen todos los monstruos cayendo del cielo.

### Earth Song
El Dome Project de Earth Song, empieza con una niña disfrutando de toda la naturaleza y después, la niña se duerme. Al levantarse ve que todo está hecho un desastre e intenta salvar la última planta que hay.